# UCI Europe Tour 2014
Die UCI Europe Tour 2014 ist die zehnte Austragung des zur Saison 2005 vom Weltradsportverband UCI eingeführten amerikanischen Straßenradsport-Kalenders unterhalb der UCI WorldTour, der zu den UCI Continental Circuits gehört. Die Saison beginnt am 2. Februar 2014 mit dem Grand Prix Cycliste la Marseillaise sowie dem Gran Premio Costa degli Etruschi und endet im Dezember 2014.
Die Eintagesrennen und Etappenrennen der UCI Europe Tour sind in drei Kategorien (HC, 1 und 2) eingeteilt. Bei jedem Rennen werden Punkte für eine Gesamtwertung der Fahrer, Mannschaften und Nationen vergeben. An dieser Mannschaftswertung nehmen die Professional Continental Teams und die Continental Teams teil. An der Nationenwertung nehmen nur die Nationen des Kontinents teil, gezählt werden aber die Ergebnisse aller Circuits. An den einzelnen Rennen können auch ProTeams teilnehmen, die von Fahrern der ProTeams erzielten Platzierungen bleiben aber für die Rankings außer Betracht.

Zu den Regeln der einzelnen Ranglisten: 

## Gesamtstand
(Endstand: 31. Dezember 2014)
| Platz | Fahrer                 |             | Team | Punkte |
| ----- | ---------------------- | ----------- | ---- | ------ |
| 1.    | Tom Van Asbroeck       | Belgien     | TSV  | 764    |
| 2.    | Sonny Colbrelli        | Italien     | BAR  | 708    |
| 3.    | Davide Rebellin        | Italien     | CDT  | 435    |
| 4.    | Magnus Cort Nielsen *  | Danemark    | CUL  | 428    |
| 5.    | Mauro Finetto          | Italien     | NRI  | 428    |
| 6.    | Sylvain Chavanel       | Frankreich  | IAM  | 410    |
| 7.    | Julien Simon           | Frankreich  | COF  | 377    |
| 8.    | Simone Ponzi           | Italien     | NRI  | 368    |
| 9.    | Ilnur Sakarin          | Russland    | RVL  | 349,8  |
| 10.   | Bertjan Lindeman       | Niederlande | RDT  | 327    |
| 11.   | Sam Bennett            | Irland      | TNE  | 312    |
| 12.   | Jempy Drucker          | Luxemburg   | WGG  | 303    |
| 13.   | Matej Mugerli          | Slowenien   | ADR  | 275,75 |
| 14.   | Witalij Buz            | Ukraine     | KLS  | 274    |
| 15.   | Tiago Machado          | Portugal    | TNE  | 273,8  |
| 16.   | Jérôme Baugnies        | Belgien     | WGG  | 273    |
| 17.   | Michaël Van Staeyen    | Belgien     | TSV  | 271    |
| 18.   | Sergey Lagutin         | Russland    | RVL  | 263,5  |
| 19.   | Grega Bole             | Slowenien   | VFN  | 257    |
| 20.   | Eduard Michael Grosu * | Rumänien    | VFN  | 251    |
|       | ...                    |             |      |        |
| 26.   | Phil Bauhaus *         | Deutschland | STG  | 235    |
| 29.   | Mathias Frank          | Schweiz     | IAM  | 223    |
| 31.   | Gregor Mühlberger *    | Osterreich  | TIR  | 217    |

| Platz | Team                         |             | Punkte |
| ----- | ---------------------------- | ----------- | ------ |
| 1.    | Topsport Vlaanderen-Baloise  | Belgien     | 2036   |
| 2.    | Wanty-Groupe Gobert          | Belgien     | 1538   |
| 3.    | Cofidis, Solutions Crédits   | Frankreich  | 1401   |
| 4.    | Neri Sottoli                 | Italien     | 1275,5 |
| 5.    | IAM Cycling                  | Schweiz     | 1268   |
| 6.    | Bardiani CSF                 | Italien     | 1219   |
| 7.    | CCC Polsat Polkowice         | Polen       | 1182   |
| 8.    | RusVelo                      | Russland    | 1165,4 |
| 9.    | Team NetApp-Endura           | Deutschland | 1000,6 |
| 10.   | Bretagne-Séché Environnement | Frankreich  | 946    |
| 11.   | Caja Rural-Seguros RGA       | Spanien     | 940    |
| 12.   | Rabobank Development Team    | Niederlande | 845    |
| 13.   | Cult Energy Vital Water      | Danemark    | 821    |
| 14.   | Adria Mobil                  | Slowenien   | 806,75 |
| 15.   | Kolss Cycling Team           | Ukraine     | 744    |
| 16.   | Roubaix Lille Métropole      | Frankreich  | 690    |
| 17.   | BDC Marcpol                  | Polen       | 684,5  |
| 18.   | Team Stölting                | Deutschland | 595    |
| 19.   | Etixx                        | Tschechien  | 590    |
| 20.   | Cyclingteam Jo Piels         | Niederlande | 586,43 |
|       | ...                          |             |        |
| 23.   | Tirol Cycling Team           | Osterreich  | 582    |
| 52.   | Leopard Development Team     | Luxemburg   | 198    |

| Platz | Nation                 | Punkte  |
| ----- | ---------------------- | ------- |
| 1.    | Italien                | 3061,17 |
| 2.    | Belgien                | 2871,67 |
| 3.    | Frankreich             | 2306    |
| 4.    | Spanien                | 1828,6  |
| 5.    | Niederlande            | 1817,4  |
| 6.    | Russland               | 1784,69 |
| 7.    | Polen                  | 1657,5  |
| 8.    | Ukraine                | 1608    |
| 9.    | Slowenien              | 1529    |
| 10.   | Dänemark               | 1264,25 |
| 11.   | Österreich             | 1176,5  |
| 12.   | Tschechien             | 1077,8  |
| 13.   | Deutschland            | 1058    |
| 14.   | Norwegen               | 947     |
| 15.   | Portugal               | 900,8   |
| 16.   | Vereinigtes Königreich | 811,5   |
| 17.   | Schweiz                | 713     |
| 18.   | Rumänien               | 584,17  |
| 19.   | Estland                | 558     |
| 20.   | Irland                 | 550,5   |
|       | ...                    |         |
| 23.   | Luxemburg              | 434     |

| Platz | Nation (U23)           | Punkte |
| ----- | ---------------------- | ------ |
| 1.    | Niederlande            | 960,85 |
| 2.    | Belgien                | 814,17 |
| 3.    | Dänemark               | 793,25 |
| 4.    | Italien                | 725,67 |
| 5.    | Frankreich             | 721,25 |
| 6.    | Deutschland            | 714    |
| 6.    | Norwegen               | 714    |
| 8.    | Vereinigtes Königreich | 487,5  |
| 9.    | Russland               | 441,67 |
| 10.   | Österreich             | 388    |
| 11.   | Schweiz                | 307    |
| 12.   | Rumänien               | 290    |
| 13.   | Polen                  | 207,5  |
| 14.   | Türkei                 | 205    |
| 15.   | Slowenien              | 166    |
| 16.   | Portugal               | 153    |
| 17.   | Albanien               | 148    |
| 17.   | Slowakei               | 148    |
| 19.   | Georgien               | 111    |
| 20.   | Irland                 | 104    |
|       | ...                    |        |
| 27.   | Luxemburg              | 68     |

* U23-Fahrer

Zu den Regeln der einzelnen Ranglisten: 

## Rennkalender

### Februar
| Datum   | Rennen                              | Kat. | Sieger                 | Team                        |
| ------- | ----------------------------------- | ---- | ---------------------- | --------------------------- |
| 2.      | Grand Prix Cycliste la Marseillaise | 1.1  | Kenneth Vanbilsen      | Topsport Vlaanderen-Baloise |
| 2.      | Gran Premio Costa degli Etruschi    | 1.1  | Simone Ponzi           | Neri Sottoli                |
| 5.–9.   | Étoile de Bessèges                  | 2.1  | Tobias Ludvigsson      | Team Giant-Shimano          |
| 9.      | Trofeo Palma                        | 1.1  | Sacha Modolo           | Lampre-Merida               |
| 10.     | Trofeo Ses Salines-Campos-Santanyí  | 1.1  | Sacha Modolo           | Lampre-Merida               |
| 11.     | Trofeo Serra de Tramuntana          | 1.1  | Michał Kwiatkowski     | Omega Pharma-Quick Step     |
| 12.     | Trofeo Muro-Port d’Alcúdia          | 1.1  | Gianni Meersman        | Omega Pharma-Quick Step     |
| 13.–16. | Tour Méditerranéen                  | 2.1  | Steve Cummings         | BMC Racing Team             |
| 19.–23. | Vuelta a Andalucía                  | 2.1  | Alejandro Valverde     | Movistar Team               |
| 19.–23. | Volta ao Algarve                    | 2.1  | Michał Kwiatkowski     | Omega Pharma-Quick Step     |
| 21.     | Trofeo Laigueglia                   | 1.1  | José Serpa             | Lampre-Merida               |
| 22.–23. | Tour du Haut-Var                    | 2.1  | Carlos Betancur        | AG2R La Mondiale            |
| 23.     | Grand Prix Izola                    | 1.2  | Christian Delle Stelle | Team Idea                   |

### März
| Datum   | Rennen                            | Kat. | Sieger                 | Team                         |
| ------- | --------------------------------- | ---- | ---------------------- | ---------------------------- |
| 1.      | Omloop Het Nieuwsblad             | 1.HC | Ian Stannard           | Team Sky                     |
| 1.      | Classic Sud Ardèche               | 1.1  | Florian Vachon         | Bretagne-Séché Environnement |
| 1.      | Vuelta a Murcia                   | 1.1  | Alejandro Valverde     | Movistar Team                |
| 2.      | Clásica de Almería                | 1.HC | Sam Bennett            | Team NetApp-Endura           |
| 2.      | La Drôme Classic                  | 1.1  | Romain Bardet          | AG2R La Mondiale             |
| 2.      | Kuurne–Brüssel–Kuurne             | 1.1  | Tom Boonen             | Omega Pharma-Quick Step      |
| 2.      | Gran Premio di Lugano             | 1.1  | Mauro Finetto          | Neri Sottoli                 |
| 5.      | Le Samyn                          | 1.1  | Maxime Vantomme        | Roubaix Lille Métropole      |
| 5.      | Trofej Umag                       | 1.2  | Matej Mugerli          | Adria Mobil                  |
| 6.      | Gran Premio Città di Camaiore     | 1.1  | Diego Ulissi           | Lampre-Merida                |
| 6.–9.   | Tour International d’Arad         | 2.2  | abgesagt               |                              |
| 7.–9.   | Driedaagse van West-Vlaanderen    | 2.1  | Gert Jõeäär            | Cofidis, Solutions Crédits   |
| 8.      | Strade Bianche                    | 1.1  | Michał Kwiatkowski     | Omega Pharma-Quick Step      |
| 8.      | Ster van Zwolle                   | 1.2  | Bert-Jan Lindeman      | Rabobank Development Team    |
| 9.      | Roma Maxima                       | 1.1  | Alejandro Valverde     | Movistar Team                |
| 9.      | Grand Prix de la Ville de Lillers | 1.2  | Steven Tronet          | BigMat-Auber 93              |
| 9.      | Dorpenomloop Rucphen              | 1.2  | Michael Svendgaard     | Cult Energy Vital Water      |
| 9.      | Poreč Trophy                      | 1.2  | Maxym Awerin           | Synergy Baku Cycling Project |
| 13.–16. | Istrian Spring Trophy             | 2.2  | Magnus Cort Nielsen    | Cult Energy Vital Water      |
| 15.     | Ronde van Drenthe                 | 1.1  | Kenny Dehaes           | Lotto Belisol                |
| 16.     | Dwars door Drenthe                | 1.1  | Simone Ponzi           | Neri Sottoli                 |
| 16.     | Omloop van het Waasland           | 1.2  | Danilo Napolitano      | Wanty-Groupe Gobert          |
| 16.     | Kattekoers                        | 1.2  | Łukasz Wiśniowski      | Etixx                        |
| 16.     | Paris–Troyes                      | 1.2  | Steven Tronet          | BigMat-Auber 93              |
| 19.     | Nokere Koerse                     | 1.1  | Kenny Dehaes           | Lotto Belisol                |
| 20.     | Gran Premio Nobili Rubinetterie   | 1.1  | Simone Ponzi           | Neri Sottoli                 |
| 21.     | Handzame Classic                  | 1.1  | Luka Mezgec            | Team Giant-Shimano           |
| 22.     | Classic Loire Atlantique          | 1.1  | Alexis Gougeard        | AG2R La Mondiale             |
| 23.     | Cholet-Pays de Loire              | 1.1  | Tom Van Asbroeck       | Topsport Vlaanderen-Baloise  |
| 25.–30. | Tour de Normandie                 | 2.2  | Stefan Küng            | BMC Development Team         |
| 26.     | Dwars door Vlaanderen             | 1.HC | Niki Terpstra          | Omega Pharma-Quick Step      |
| 26.–30. | Volta ao Alentejo                 | 2.2  | Carlos Barbero         | Euskadi                      |
| 27.–30. | Settimana Internazionale          | 2.1  | Peter Kennaugh         | Team Sky                     |
| 29.–30. | Critérium International           | 2.HC | Jean-Christophe Péraud | AG2R La Mondiale             |

### April
| Datum   | Rennen                                     | Kat.   | Sieger                   | Team                        |
| ------- | ------------------------------------------ | ------ | ------------------------ | --------------------------- |
| 1.–3.   | Driedaagse van De Panne-Koksijde           | 2.HC   | Guillaume Van Keirsbulck | Omega Pharma-Quick Step     |
| 1.–6.   | Grand Prix of Sochi                        | 2.2    | Ilnur Sakarin            | RusVelo                     |
| 1.–6.   | Tour of Greece                             | 2.2    | abgesagt                 |                             |
| 4.      | Route Adélie de Vitré                      | 1.1    | Bryan Coquard            | Team Europcar               |
| 4.–6.   | Le Triptyque des Monts et Châteaux         | 2.2    | Owain Doull              | Großbritannien              |
| 5.      | Volta Limburg Classic                      | 1.1    | Moreno Hofland           | Belkin-Pro Cycling Team     |
| 5.      | Gran Premio Miguel Induráin                | 1.1    | Alejandro Valverde       | Movistar Team               |
| 6.      | Vuelta a La Rioja                          | 1.1    | Michael Matthews         | Orica GreenEdge             |
| 6.      | Val d’Ille Classic                         | 1.1    | abgesagt                 |                             |
| 6.      | Grand Prix Šenčur                          | 1.2    | abgesagt                 |                             |
| 6.      | Trofeo Banca Popolare di Vicenza           | 1.2U   | Gregor Mühlberger        | Tirol Cycling Team          |
| 8.–11.  | Circuit Cycliste Sarthe                    | 2.1    | Ramūnas Navardauskas     | Garmin Sharp                |
| 9.      | Scheldeprijs                               | 1.HC   | Marcel Kittel            | Team Giant-Shimano          |
| 11.–13. | Circuit des Ardennes                       | 2.2    | Łukasz Wiśniowski        | Etixx                       |
| 12.     | Grand Prix Pino Cerami                     | 1.1    | Alessandro Petacchi      | Omega Pharma-Quick Step     |
| 12.     | Banja Luka-Belgrade I                      | 1.2    | Martin Otoničar          | Radenska                    |
| 12.     | Trofeo Edil C                              | 1.2    | Andrea Vaccher           | Marchiol Emisfero           |
| 12.     | Ronde van Vlaanderen (U23)                 | 1.Ncup | Dylan Groenewegen        | Niederlande                 |
| 13.     | Klasika Primavera                          | 1.1    | Pello Bilbao             | Caja Rural-Seguros RGA      |
| 13.     | Banja Luka-Belgrade II                     | 1.2    | Ivan Stević              | Tusnad Cycling Team         |
| 13.     | Grand Prix of Donetsk                      | 1.2    | abgesagt                 |                             |
| 15.     | Paris–Camembert                            | 1.1    | Bryan Coquard            | Team Europcar               |
| 16.     | De Brabantse Pijl                          | 1.HC   | Philippe Gilbert         | BMC Racing Team             |
| 16.     | La Côte Picarde                            | 1.Ncup | Jens Wallays             | Belgien                     |
| 16.–20. | Tour du Loir-et-Cher                       | 2.2    | Graham Briggs            | Rapha Condor JLT            |
| 16.–20. | Grand Prix of Adygeya                      | 2.2    | Ilnur Sakarin            | RusVelo                     |
| 17.     | Grand Prix de Denain                       | 1.1    | Nacer Bouhanni           | FDJ.fr                      |
| 19.     | Tour du Finistère                          | 1.1    | Antoine Demoitié         | Wallonie-Bruxelles          |
| 19.     | Arno Wallaard Memorial                     | 1.2    | Edwin Wilson             | Team Joker                  |
| 19.     | Lüttich–Bastogne–Lüttich Espoirs           | 1.2U   | Anthony Turgis           | CC Nogent-sur-Oise          |
| 19.     | ZLM Tour                                   | 1.Ncup | Thomas Boudat            | Frankreich                  |
| 20.     | Tro-Bro Léon                               | 1.1    | Adrien Petit             | Cofidis, Solutions Crédits  |
| 21.     | Rund um Köln                               | 1.1    | Sam Bennett              | Team NetApp-Endura          |
| 21.     | Ronde van Noord-Holland                    | 1.2    | abgesagt                 |                             |
| 21.     | Giro del Belvedere                         | 1.2U   | Simone Andreetta         | Zalf Euromobil Désirée Fior |
| 22.     | Gran Premio Palio del Recioto              | 1.2U   | Silvio Herklotz          | Team Stölting               |
| 22.–25. | Giro del Trentino                          | 2.HC   | Cadel Evans              | BMC Racing Team             |
| 25.     | Gran Premio della Liberazione              | 1.2U   | Jewgeni Schalunow        | Lokosphinx                  |
| 25.–1.  | Tour de Bretagne                           | 2.2    | Bertjan Lindeman         | Rabobank Development Team   |
| 26.     | Zuid Oost Drenthe Classic I                | 1.2    | Wim Stroetinga           | Koga Cycling Team           |
| 27.     | La Roue Tourangelle                        | 1.1    | Angélo Tulik             | Team Europcar               |
| 27.     | Gran Premio Industrie del Marmo            | 1.2    | Matej Mugerli            | Adria Mobil                 |
| 27.     | Paris-Mantes-en-Yvelines                   | 1.2    | David Menut              | Armée de Terre Cyclisme     |
| 27.     | Rutland-Melton International CiCLE Classic | 1.2    | Thomas Moses             | Rapha Condor JLT            |
| 27.     | Zuid Oost Drenthe Classic II               | 1.2    | abgesagt                 |                             |
| 27.–4.  | Presidential Cycling Tour of Turkey        | 2.HC   | Adam Yates               | Orica GreenEdge             |
| 29.–4.  | Carpathian Couriers Race                   | 2.2U   | Gregor Mühlberger        | Tirol Cycling Team          |

### Mai
| Datum   | Rennen                                               | Kat. | Sieger               | Team                              |
| ------- | ---------------------------------------------------- | ---- | -------------------- | --------------------------------- |
| 1.      | Rund um den Finanzplatz Eschborn-Frankfurt           | 1.HC | Alexander Kristoff   | Team Katusha                      |
| 1.      | Rund um den Finanzplatz Eschborn-FF (U23)            | 1.2U | Mads Pedersen        | Cult Energy Vital Water           |
| 1.      | Memoriał Andrzeja Trochanowskiego                    | 1.2  | Kamil Grądek         | BDC-Marcpol Team                  |
| 1.      | Mayor Cup                                            | 1.2  | Sergey Lagutin       | RusVelo                           |
| 2.      | Skive–Løbet                                          | 1.2  | Phil Bauhaus         | Team Stölting                     |
| 2.      | Memorial of Oleg Dyachenko                           | 1.2  | Andrei Solomennikow  | RusVelo                           |
| 2.–4.   | Vuelta a Asturias                                    | 2.1  | abgesagt             |                                   |
| 2.–4.   | The Paths of King Nikola                             | 2.2  | abgesagt             |                                   |
| 3.      | Ronde van Overijssel                                 | 1.2  | Dennis Coenen        | Leopard Development Team          |
| 3.      | Grand Prix of Moscow                                 | 1.2  | Leonid Krasnow       | RusVelo                           |
| 3.      | Himmerland Rundt                                     | 1.2  | Magnus Cort Nielsen  | Cult Energy Vital Water           |
| 3.–4.   | Neuseen Classics – Rund um die Braunkohle            | 2.1  | abgesagt             |                                   |
| 4.      | Grand Prix de la Somme                               | 1.1  | Jauheni Hutarowitsch | AG2R La Mondiale                  |
| 4.      | Destination Thy                                      | 1.2  | Magnus Cort Nielsen  | Cult Energy Vital Water           |
| 4.      | Circuito del Porto                                   | 1.2  | Jakub Mareczko       | Viris Maserati                    |
| 5.–9.   | Five Rings of Moscow                                 | 2.2  | Andrei Solomennikow  | RusVelo                           |
| 7.–11.  | Quatre Jours de Dunkerque                            | 2.HC | Arnaud Démare        | FDJ.fr                            |
| 7.–11.  | Tour d’Azerbaïdjan                                   | 2.1  | Ilnur Sakarin        | RusVelo                           |
| 8.–14.  | Course de la Paix                                    | 2.2  | abgesagt             |                                   |
| 9.–11.  | Szlakiem Grodów Piastowskich                         | 2.1  | Mateusz Taciak       | CCC Polsat Polkowice              |
| 10.     | Vuelta a la Comunidad de Madrid                      | 1.1  | abgesagt             |                                   |
| 10.     | Scandinavian Race in Uppsala                         | 1.2  | Jonas Aaen Jørgensen | Riwal Platform Cycling Team       |
| 10.     | Hadeland Grand Prix                                  | 1.2  | Rasmus Guldhammer    | Team TreFor-Blue Water            |
| 10.     | Berner Rundfahrt                                     | 1.2  | Matthias Brändle     | IAM Cycling                       |
| 11.     | Circuit de Wallonie                                  | 1.2  | Maurits Lammertink   | Cyclingteam Jo Piels              |
| 11.     | Ringerike Grand Prix                                 | 1.2  | Magnus Cort Nielsen  | Cult Energy Vital Water           |
| 12.–17. | Olympia’s Tour                                       | 2.2  | Berden de Vries      | Cyclingteam Jo Piels              |
| 13.     | Visegrád 4 Bicycle Race – Grand Prix Polski Via Odra | 1.2  | Erik Baška           | Dukla Trenčín Trek                |
| 14.–18. | Giro della Regione Friuli Venezia Giulia             | 2.2  | abgesagt             |                                   |
| 15.     | Visegrád 4 Bicycle Race – Grand Prix Czech Republic  | 1.2  | Josef Černý          | Tschechien                        |
| 15.–18. | Rhône-Alpes Isère Tour                               | 2.2  | Matija Kvasina       | Gourmetfein Simplon Wels          |
| 16.     | Visegrád 4 Bicycle Race – Grand Prix Slovakia        | 1.2  | Paweł Bernas         | BDC-Marcpol Team                  |
| 16.–18. | Tour de Picardie                                     | 2.1  | Arnaud Démare        | FDJ.fr                            |
| 16.–18. | Vuelta a Castilla y León                             | 2.1  | David Belda          | Burgos-BH                         |
| 17.     | Grand Prix Criquielion                               | 1.2  | Kevin Peeters        | Vastgoedservice-Golden Palace     |
| 17.     | Visegrád 4 Bicycle Race – Grand Prix Hungary         | 1.2  | Paweł Bernas         | BDC-Marcpol Team                  |
| 18.     | Velothon Berlin                                      | 1.1  | Raymond Kreder       | Garmin Sharp                      |
| 18.–25. | An Post Rás                                          | 2.2  | Clemens Fankhauser   | Tirol Cycling Team                |
| 21.–25. | Tour of Norway                                       | 2.HC | Maciej Paterski      | CCC Polsat Polkowice              |
| 22.–25. | Ronde de l’Isard                                     | 2.2  | Louis Vervaeke       | Lotto Belisol U23                 |
| 23.–25. | Paris-Arras Tour                                     | 2.2  | Maxime Vantomme      | Roubaix Lille Métropole           |
| 24.–25. | World Ports Classic                                  | 2.1  | Theo Bos             | Belkin-Pro Cycling Team           |
| 25.     | Circuit de Lorraine                                  | 1.1  | abgesagt             |                                   |
| 25.     | Omloop der Kempen                                    | 1.2  | Luke Davison         | Australien                        |
| 28.–1.  | Ronde van België                                     | 2.HC | Tony Martin          | Omega Pharma-Quick Step           |
| 28.–1.  | Bayern-Rundfahrt                                     | 2.HC | Geraint Thomas       | Team Sky                          |
| 28.–1.  | Tour des Fjords                                      | 2.1  | Alexander Kristoff   | Team Katusha                      |
| 28.–1.  | Flèche du Sud                                        | 2.2  | Gaëtan Bille         | Vérandas Willems                  |
| 29.–1.  | Tour de Gironde                                      | 2.2  | Remco te Brake       | Metec-TKH Continental Cyclingteam |
| 29.–1.  | Tour de Berlin                                       | 2.2U | Jochem Hoekstra      | Cyclingteam Jo Piels              |
| 30.     | Race Horizon Park 1                                  | 1.2  | Witalij Buz          | Kolss Cycling Team                |
| 30.–31. | Tour of Estonia                                      | 2.1  | Eduard Michael Grosu | Vini Fantini Nippo                |
| 30.–1.  | Course de la Paix (U23)                              | 2.2U | Samuel Spokes        | Etixx                             |
| 31.     | Grand Prix de Plumelec-Morbihan                      | 1.1  | Julien Simon         | Cofidis, Solutions Crédits        |
| 31.     | Race Horizon Park 2                                  | 1.2  | Mychajlo Kononenko   | Kolss Cycling Team                |

### Juni
| Datum   | Rennen                                       | Kat. | Sieger               | Team                                 |
| ------- | -------------------------------------------- | ---- | -------------------- | ------------------------------------ |
| 1.      | Boucles de l’Aulne                           | 1.1  | Alexis Gougeard      | AG2R La Mondiale                     |
| 1.      | Grand Prix Südkärnten                        | 1.2  | Andrea Pasqualon     | Area Zero Pro Team                   |
| 1.      | Race Horizon Park 3                          | 1.2  | Denys Kostjuk        | Kolss Cycling Team                   |
| 1.      | Trofeo Città di San Vendemiano               | 1.2U | Giacomo Berlato      | Zalf Euromobil Désirée Fior          |
| 1.      | Paris–Roubaix (U23)                          | 1.2U | Mike Teunissen       | Rabobank Development Team            |
| 2.      | Trofeo Alcide Degasperi                      | 1.2  | Michele Gazzara      | US Fausto Coppi Gazzera Videa        |
| 7.      | Ronde van Zeeland Seaports                   | 1.1  | Theo Bos             | Belkin-Pro Cycling Team              |
| 3.–7.   | Slowakei-Rundfahrt                           | 2.2  | Oleksandr Poliwoda   | Kolss Cycling Team                   |
| 8.      | Memorial Philippe Van Coningsloo             | 1.2  | Rob Ruijgh           | Vastgoedservice-Golden Palace        |
| 8.      | Coppa della Pace                             | 1.2  | Luca Ceolan          | General Store Bottoli Zardini Merida |
| 4.–8.   | Luxemburg-Rundfahrt                          | 2.HC | Matti Breschel       | Tinkoff-Saxo                         |
| 5.–8.   | Tour of Latvia                               | 2.1  | abgesagt             |                                      |
| 5.–8.   | Boucles de la Mayenne                        | 2.1  | Stéphane Rossetto    | BigMat-Auber 93                      |
| 12.     | Grosser Preis des Kantons Aargau             | 1.HC | Simon Geschke        | Team Giant-Shimano                   |
| 12.–14. | Tour of Małopolska                           | 2.2  | Maximilian Werda     | Team Stölting                        |
| 15.     | Raiffeisen Grand Prix                        | 1.2  | Radoslav Rogina      | Adria Mobil                          |
| 15.     | Ronde van Limburg                            | 1.1  | Mathieu van der Poel | BKCP-Powerplus                       |
| 11.–15. | Grand Prix Udmurtskaya Pravda                | 2.2  | Artur Jerschow       | RusVelo                              |
| 12.–15. | Ronde de l’Oise                              | 2.2  | Magnus Cort Nielsen  | Cult Energy Vital Water              |
| 13.–22. | Giro Ciclistico d’Italia                     | 2.2  | abgesagt             |                                      |
| 18.–22. | Ster ZLM Toer                                | 2.1  | Philippe Gilbert     | BMC Racing Team                      |
| 19.–21. | Serbien-Rundfahrt                            | 2.2  | Jarosław Kowalczyk   | BDC-Marcpol Team                     |
| 19.–22. | Slowenien-Rundfahrt                          | 2.1  | Tiago Machado        | Team NetApp-Endura                   |
| 19.–22. | Tour des Pays de Savoie                      | 2.2  | Louis Vervaeke       | Lotto Belisol U23                    |
| 20.–22. | Route du Sud                                 | 2.1  | Nicolas Roche        | Tinkoff-Saxo                         |
| 20.–22. | Oberösterreichrundfahrt                      | 2.2  | Patrick Konrad       | Gourmetfein Simplon Wels             |
| 21.–22. | Memorial im. J. Grundmanna J. Wizowskiego    | 2.2  | Błażej Janiaczyk     | BDC-Marcpol Team                     |
| 22.     | Flèche Ardennaise                            | 1.2  | Stefan Küng          | BMC Development Team                 |
| 22.     | Grand Prix Sarajevo                          | 1.2  | Matej Marin          | Gourmetfein Simplon Wels             |
| 22.     | Beaumont Trophy                              | 1.2  | Kristian House       | Rapha Condor JLT                     |
| 24.     | Giro dell’Appennino                          | 1.1  | Sonny Colbrelli      | Bardiani CSF                         |
| 25.     | Halle–Ingooigem                              | 1.1  | Arnaud Démare        | FDJ.fr                               |
| 25.     | Internationale Wielertrofee Jong Maar Moedig | 1.2  | Gijs Van Hoecke      | Topsport Vlaanderen-Baloise          |
| 28.     | Trofeo Melinda                               | 1.1  | abgesagt             |                                      |

### Juli
| Datum   | Rennen                                          | Kat. | Sieger               | Team                      |
| ------- | ----------------------------------------------- | ---- | -------------------- | ------------------------- |
| 1.–5.   | Course de la Solidarité Olympique               | 2.1  | Kamil Zieliński      | Mexller                   |
| 4.–6.   | Vuelta a la Comunidad de Madrid (U23)           | 2.2U | abgesagt             |                           |
| 5.      | Omloop Het Nieuwsblad (U23)                     | 1.2  | Dimitri Claeys       | VL Technics-Abutriek      |
| 6.–13.  | Österreich-Rundfahrt                            | 2.HC | Peter Kennaugh       | Team Sky                  |
| 10.–13. | Grande Prémio Internacional de Torres Vedras    | 2.2  | Delio Fernández      | OFM-Quinta da Lixa        |
| 11.     | Grote Prijs van de Stad Geel                    | 1.2  | abgesagt             |                           |
| 11.     | Europameisterschaft – Einzelzeitfahren (U23)    | CC   | Stefan Küng          | Schweiz                   |
| 13.     | Giro del Medio Brenta                           | 1.2  | Klemen Štimulak      | Adria Mobil               |
| 13.     | Grand Prix de Pont à Marcq - La Ronde Pévèloise | 1.2  | Benoît Daeninck      | CC Nogent-sur-Oise        |
| 13.     | Europameisterschaft – Straßenrennen (U23)       | CC   | Stefan Küng          | Schweiz                   |
| 16.–20. | Giro della Valle d’Aosta                        | 2.2U | Bernardo Suaza       | 4-72-Colombia             |
| 17.–20. | Sibiu Cycling Tour                              | 2.1  | Radoslav Rogina      | Adria Mobil               |
| 17.–20. | Czech Cycling Tour                              | 2.2  | Martin Mortensen     | Cult Energy Vital Water   |
| 17.–20. | Volta a Portugal do Futuro                      | 2.2U | Rubén Guerreiro      | Liberty Seguros/Feira/KTM |
| 20.     | Trofeo Matteotti                                | 1.1  | abgesagt             |                           |
| 25.     | Prueba Villafranca de Ordizia                   | 1.1  | Gorka Izagirre       | Movistar Team             |
| 25.     | Central European Tour Košice-Miskolc            | 1.2  | Erik Baška           | Dukla Trenčín Trek        |
| 26.     | Central European Tour Szerencs-Ibrány           | 1.2  | Mamir Stasch         | Itera-Katusha             |
| 26.     | Gran Premio Industria & Artigianato di Larciano | 1.1  | Adam Yates           | Orica GreenEdge           |
| 26.–30. | Tour de Wallonie                                | 2.HC | Gianni Meersman      | Omega Pharma-Quick Step   |
| 27.     | Central European Tour Isaszeg-Budapest          | 1.2  | Erik Baška           | Dukla Trenčín Trek        |
| 27.     | Grand Prix de la ville de Pérenchies            | 1.2  | Gaëtan Bille         | Vérandas Willems          |
| 27.     | Giro della Toscana                              | 1.1  | Pieter Weening       | Orica GreenEdge           |
| 29.–2.  | Dookoła Mazowsza                                | 2.2  | Jarosław Marycz      | CCC Polsat Polkowice      |
| 30.–3.  | Tour Alsace                                     | 2.2  | Karel Hník           | Etixx                     |
| 30.–10. | Volta a Portugal                                | 2.1  | Gustavo César Veloso | OFM-Quinta da Lixa        |
| 31.     | Circuito de Getxo                               | 1.1  | Carlos Barbero       | Euskadi                   |

### August
| Datum   | Rennen                            | Kat.   | Sieger                          | Team                        |
| ------- | --------------------------------- | ------ | ------------------------------- | --------------------------- |
| 1.–3.   | Vuelta Ciclista a León            | 2.2    | in der Kategorie NE ausgetragen |                             |
| 2.–4.   | Kreiz Breizh Elites               | 2.2    | Matteo Busato                   | MG Kvis-Wilier              |
| 3.      | Polynormande                      | 1.1    | Jan Ghyselinck                  | Wanty-Groupe Gobert         |
| 3.      | Trofeo Internazionale Bastianelli | 1.2    | Nicola Gaffurini                | Vega-Hotsand                |
| 3.      | Grand Prix Kranj                  | 1.2    | abgesagt                        |                             |
| 6.–10.  | Post Danmark Rundt                | 2.HC   | Michael Valgren                 | Tinkoff-Saxo                |
| 7.–9.   | Tour of Szeklerland               | 2.2    | Stefan Christow                 | Brisaspor                   |
| 10.     | RideLondon Classic                | 1.HC   | Adam Blythe                     | Team NFTO                   |
| 10.     | Antwerpse Havenpijl               | 1.2    | Yoeri Havik                     | Cyclingteam de Rijke        |
| 12.–16. | Tour de l’Ain                     | 2.1    | Bert-Jan Lindeman               | Rabobank Development Team   |
| 13.–17. | Burgos-Rundfahrt                  | 2.HC   | Nairo Quintana                  | Movistar Team               |
| 14.–17. | Arctic Race of Norway             | 2.1    | Steven Kruijswijk               | Belkin-Pro Cycling Team     |
| 16.     | GP Královehradeckého Kraje        | 1.2    | Paweł Cieślik                   | Bauknecht-Author            |
| 16.     | GP Capodarco                      | 1.2    | Robert Power                    | Australien                  |
| 16.     | Memoriał Henryka Łasaka           | 1.2    | Maciej Paterski                 | CCC Polsat Polkowice        |
| 17.     | Puchar Uzdrowisk Karpackich       | 1.2    | Paweł Franczak                  | ActiveJet Team              |
| 19.     | GP Stad Zottegem                  | 1.1    | Edward Theuns                   | Topsport Vlaanderen-Baloise |
| 19.–22. | Tour du Limousin                  | 2.1    | Mauro Finetto                   | Neri Sottoli                |
| 19.–24. | Baltic Chain Tour                 | 2.2    | Mathieu van der Poel            | BKCP-Powerplus              |
| 22.     | Arnhem–Veenendaal Classic         | 1.1    | Yves Lampaert                   | Topsport Vlaanderen-Baloise |
| 23.     | Puchar Ministra Obrony Narodowej  | 1.2    | Konrad Dąbkowski                | ActiveJet Team              |
| 23.–30. | Tour de l’Avenir                  | 2.Ncup | Miguel López                    | Kolumbien                   |
| 24.     | Châteauroux Classic de l’Indre    | 1.1    | Iljo Keisse                     | Omega Pharma-Quick Step     |
| 26.     | Grand Prix des Marbriers          | 1.2    | Yann Guyot                      | Armée de Terre              |
| 26.–29. | Tour du Poitou-Charentes          | 2.1    | Sylvain Chavanel                | IAM Cycling                 |
| 27.     | Druivenkoers – Overijse           | 1.1    | Jonas Vangenechten              | Lotto Belisol               |
| 30.     | Giro del Veneto                   | 1.1    | abgesagt                        |                             |
| 30.     | Top Compétition                   | 1.2    | Oliver Naesen                   | Cibel                       |
| 31.     | Schaal Sels                       | 1.1    | abgesagt                        |                             |
| 31.     | Ronde van Midden-Nederland        | 1.2    | Wim Stroetinga                  | Koga Cycling Team           |
| 31.     | Kroatien-Slowenien                | 1.2    | Primož Roglič                   | Adria Mobil                 |
| 31.–4.  | Tour of Bulgaria                  | 2.2    | abgesagt                        |                             |

### September
| Datum   | Rennen                                     | Kat. | Sieger                                       | Team                        |
| ------- | ------------------------------------------ | ---- | -------------------------------------------- | --------------------------- |
| 2.–6.   | Giro della Regione Friuli Venezia Giulia   | 2.2  | Simone Antonini                              | Marchiol Emisfero           |
| 2.–7.   | Settimana Ciclistica Lombarda              | 2.1  | abgesagt                                     |                             |
| 3.      | Memorial Rik Van Steenbergen               | 1.1  | abgesagt                                     |                             |
| 4.–7.   | Okolo Jižních Čech                         | 2.2  | Reidar Bohlin Borgersen                      | Team Joker                  |
| 6.      | Brussels Cycling Classic                   | 1.HC | André Greipel                                | Lotto Belisol               |
| 7.      | Grand Prix de Fourmies                     | 1.HC | Jonas Vangenechten                           | Lotto Belisol               |
| 7.      | Kernen Omloop Echt-Susteren                | 1.2  | Phil Bauhaus                                 | Team Stölting               |
| 7.–14.  | Tour of Britain                            | 2.HC | Dylan van Baarle                             | Garmin Sharp                |
| 8.–14.  | Romanian Cycling Tour                      | 2.2  | abgesagt                                     |                             |
| 13.     | Tour Bohemia                               | 1.2  | Lukas Pöstlberger                            | Tirol Cycling Team          |
| 13.     | De Kustpijl                                | 1.2  | Michaël Van Staeyen                          | Topsport Vlaanderen-Baloise |
| 13.     | Tour du Jura                               | 1.2  | Kévin Ledanois                               | Frankreich                  |
| 14.     | Tour du Doubs                              | 1.1  | Rein Taaramäe                                | Cofidis, Solutions Crédits  |
| 14.     | Grote Prijs Jef Scherens                   | 1.1  | André Greipel                                | Lotto Belisol               |
| 14.     | Chrono Champenois                          | 1.2  | Rasmus Christian Quaade                      | Team TreFor-Blue Water      |
| 16.     | Coppa Bernocchi                            | 1.1  | Elia Viviani                                 | Cannondale                  |
| 17.     | Grand Prix de Wallonie                     | 1.1  | Greg Van Avermaet                            | BMC Racing Team             |
| 17.     | Coppa Agostoni                             | 1.1  | Niccolò Bonifazio                            | Lampre-Merida               |
| 18.     | Tre Valli Varesine                         | 1.HC | Michael Albasini                             | Orica GreenEdge             |
| 19.     | Kampioenschap van Vlaanderen               | 1.1  | Arnaud Démare                                | FDJ.fr                      |
| 20.     | Memorial Marco Pantani                     | 1.1  | Sonny Colbrelli                              | Bardiani CSF                |
| 20.     | Grote Prijs Impanis-Van Petegem            | 1.1  | Greg Van Avermaet                            | BMC Racing Team             |
| 21.     | Gran Premio Industria e Commercio di Prato | 1.1  | Sonny Colbrelli                              | Italien                     |
| 21.     | Grand Prix d’Isbergues                     | 1.1  | Arnaud Démare                                | FDJ.fr                      |
| 21.     | Baronie Breda Classic                      | 1.2  | Mike Teunissen                               | Rabobank Development Team   |
| 22.     | Weltmeisterschaft – Einzelzeitfahren (U23) | CM   | Campbell Flakemore                           | Australien                  |
| 24.     | Weltmeisterschaft – Einzelzeitfahren       | CM   | Bradley Wiggins                              | Großbritannien              |
| 24.     | Omloop van het Houtland Lichtervelde       | 1.1  | Jelle Wallays                                | Topsport Vlaanderen-Baloise |
| 26.     | Weltmeisterschaft – Straßenrennen (U23)    | CM   | Sven Erik Bystrøm                            | Norwegen                    |
| 27.–28. | Tour du Gévaudan Languedoc-Roussillon      | 2.1  | Amets Txurruka                               | Caja Rural-Seguros RGA      |
| 28.     | Weltmeisterschaft – Straßenrennen          | CM   | Michał Kwiatkowski                           | Polen                       |
| 28.     | Duo Normand                                | 1.1  | Reidar Bohlin Borgersen Truls Engen Korsaeth | Team Joker                  |
| 28.     | Gooikse Pijl                               | 1.2  | Roy Jans                                     | Wanty-Groupe Gobert         |

### Oktober
| Datum | Rennen                    | Kat. | Sieger           | Team                         |
| ----- | ------------------------- | ---- | ---------------- | ---------------------------- |
| 1.    | Milano-Torino             | 1.HC | Giampaolo Caruso | Team Katusha                 |
| 2.–5. | Tour de l’Eurométropole   | 2.1  | Arnaud Démare    | FDJ.fr                       |
| 2.–6. | Tour of Kavkaz            | 2.2  | Sergei Firsanow  | RusVelo                      |
| 3.    | GranPiemonte              | 1.HC | abgesagt         |                              |
| 3.    | Münsterland Giro          | 1.1  | André Greipel    | Lotto Belisol                |
| 4.    | Pro Cycling Marathon      | 1.1  | abgesagt         |                              |
| 4.    | Piccolo Giro di Lombardia | 1.2  | Gianni Moscon    | Zalf Euromobil Désirée Fior  |
| 5.    | Tour de Vendée            | 1.1  | Armindo Fonseca  | Bretagne-Séché Environnement |
| 7.    | Binche–Chimay–Binche      | 1.1  | Zdeněk Štybar    | Omega Pharma-Quick Step      |
| 9.    | Coppa Sabatini            | 1.1  | Sonny Colbrelli  | Bardiani CSF                 |
| 9.    | Paris–Bourges             | 1.1  | John Degenkolb   | Team Giant-Shimano           |
| 11.   | Giro dell’Emilia          | 1.HC | Davide Rebellin  | CCC Polsat Polkowice         |
| 12.   | Gran Premio Beghelli      | 1.HC | Valerio Conti    | Lampre-Merida                |
| 12.   | Paris–Tours               | 1.HC | Jelle Wallays    | Topsport Vlaanderen-Baloise  |
| 12.   | Paris–Tours (U23)         | 1.2U | Mike Teunissen   | Rabobank Development Team    |
| 14.   | Nationale Sluitingsprijs  | 1.1  | Jens Debusschere | Lotto Belisol                |
| 19.   | Chrono des Nations        | 1.1  | Sylvain Chavanel | IAM Cycling                  |